# Mistrzostwa Europy Kadetów w Piłce Siatkowej 1999
Mistrzostwa Europy Kadetów w Piłce Siatkowej 1999 – były III. edycją tych mistrzostw, które odbyły się w Gdańsku (grupa A) oraz Pucku (grupa B). Mistrzem Europy kadetów została (po raz drugi) drużyna Rosji. Zawody trwały w dniach 30 marca – 4 kwietnia 1999 roku.

## Grupa A
| Poz. | Drużyna  | Pkt | Mecze | Mecze      | Mecze   | Sety | Sety | Sety  | Pkt | Pkt | Pkt   |
| Poz. | Drużyna  | Pkt | Mecze | Zwycięstwa | Porażki | +    | –    | Ratio | +   | –   | Ratio |
| ---- | -------- | --- | ----- | ---------- | ------- | ---- | ---- | ----- | --- | --- | ----- |
| 1    | Polska   | 6   | 3     | 3          | 0       | 9    | 2    | 4.500 | 267 | 226 | 1.181 |
| 2    | Rosja    | 5   | 3     | 2          | 1       | 7    | 4    | 1.750 | 252 | 246 | 1.024 |
| 3    | Ukraina  | 4   | 3     | 1          | 2       | 5    | 6    | 0.833 | 247 | 243 | 1.016 |
| 4    | Słowacja | 3   | 3     | 0          | 3       | 0    | 9    | 0.000 | 174 | 225 | 0.773 |

## Grupa B
| Poz. | Drużyna | Pkt | Mecze | Mecze      | Mecze   | Sety | Sety | Sety  | Pkt | Pkt | Pkt   |
| Poz. | Drużyna | Pkt | Mecze | Zwycięstwa | Porażki | +    | –    | Ratio | +   | –   | Ratio |
| ---- | ------- | --- | ----- | ---------- | ------- | ---- | ---- | ----- | --- | --- | ----- |
| 1    | Czechy  | 5   | 3     | 2          | 1       | 8    | 5    | 1.600 | 280 | 257 | 1.089 |
| 2    | Niemcy  | 5   | 3     | 2          | 1       | 8    | 6    | 1.333 | 307 | 304 | 1.010 |
| 3    | Włochy  | 5   | 3     | 2          | 1       | 7    | 6    | 1.167 | 306 | 294 | 1.041 |
| 4    | Francja | 3   | 3     | 0          | 3       | 3    | 9    | 0.333 | 252 | 290 | 0.869 |

## Mecze o miejsca 5-8

### Półfinały o miejsca 5-8
| Ukraina  | 3-1 | Francja |
| Słowacja | 3-2 | Włochy  |

### Mecz o 7. miejsce
| Francja | 3-2 | Włochy |

### Mecz o 5. miejsce
| Ukraina | 3-0 | Słowacja |

## Mecze o miejsca 1-4

### Półfinały o miejsca 1-4
| Rosja  | 3-1 | Czechy |
| Niemcy | 3-1 | Polska |

### Mecz o 3. miejsce
| Czechy | 3-2 | Polska |

### Finał
| Rosja | 3-0 | Niemcy |

## Zestawienie końcowe drużyn
| Poz. | Drużyna  |
| ---- | -------- |
|      | Rosja    |
|      | Niemcy   |
|      | Czechy   |
| 4    | Polska   |
| 5    | Ukraina  |
| 6    | Słowacja |
| 7    | Francja  |
| 8    | Włochy   |